# Eustaquio Fernández de Navarrete
Eustaquio Fernández de Navarrete y Fernández de Navarrete (Ábalos,  La Rioja, 20 de septiembre de 1820-íd. 22 de diciembre de 1866) fue un escritor, biógrafo e historiador español; al contrario de lo que se piensa, no fue hijo, sino nieto de Martín Fernández de Navarrete.

## Biografía
Hijo de Antonio Gervasio Fernández de Navarrete y Paz y de Demetria Fernández de Navarrete y Esquivel, nació en el palacio de Ávalos y estudió las primeras letras en Santo Domingo de La Calzada. En 1829 lo llevó a Madrid su abuelo paterno, decimotercer director de la Real Academia de la Historia, y allí estudió filosofía. Tras concluir la carrera, volvió a La Rioja, pero como se hallaba revuelta por la primera guerra carlista, sus padres lo enviaron a Francia y en 1840 regresó. Empezó a escribir en periódicos científicos y literarios y en el invierno de 1847 a 1848 participó en las sesiones literarias del Ateneo de Madrid. Heredó los papeles de su abuelo, el gran erudito, historiador y biógrafo Martín Fernández de Navarrete, completando algunas de las obras que dejó sin terminar y publicando otras inéditas. Publicó varios libros y fue miembro activo de la Real Academia de la Historia. Se casó con María de la Cabeza Josefa Ramona Hurtado de Mendoza y Otazu, de la que tuvo seis hijos, uno de ellos, Antonio (1859-1936), Marqués de Legarda.
Escribió las biografías de Garcilaso de la Vega, de Juan Sebastián Elcano, de Hernando Colón y de Félix María Samaniego, con frecuentes descuidos e incorrecciones, aunque bastante documentadas. Por ejemplo, la de Garcilaso de la Vega, primera sobre el poeta, contiene un apéndice con trece interesantes «ilustraciones», diecinueve documentos, siete árboles genealógicos y una carta facsímil de Garcilaso al emperador Carlos V, pero los documentos no están transcritos con los mismos criterios y abundan en lecturas incorrectas, aparte de que los documentos completos alternan con resúmenes de otros y en muchos casos no se facilita la signatura para su localización, si bien se indica que todos proceden del Archivo General de Simancas. En la de Samaniego, por otra parte, da crédito a algunas habladurías locales.

## Obras
- Vida del célebre poeta Garcilaso de la Vega, Madrid: Imprenta de la Viuda de Calero, 1850
- Novelistas posteriores a Cervantes. Con un Bosquejo histórico sobre la novela española, Madrid: Biblioteca de Autores Españoles de Ribadeneyra, 1854, 2 vols., reimpreso en Atlas: Madrid, 1950. El "Bosquejo" figura en el segundo tomo, que hace el XXXIII de la BAE
- Sede Vascongada Reseña histórica del antiguo Obispado Alavense y de las diligencias practicadas para su restauración, o formación de la nueva, Vitoria: Imprenta de los hijos de Manteli, 1863.
- Historia de Juan Sebastián Elcano, Vitoria, Imp. Hijos Manteli, 1872.
- Obras inéditas o poco conocidas del insigne fabulista don Félix María de Samaniego, precedidas de una biografía del autor, Vitoria: Imprenta de los hijos de Manteli, 1866.
- «Noticias para la vida de D. Hernando (Colón)» en Colección de Documentos Inéditos para la Historia de España, Tomo 16.
- Con su abuelo Martín Fernández de Navarete, Examen histórico-crítico de los viajes y descubrimientos apócrifos del Capitan Lorenzo Ferrer Maldonado, de Juan de Fuca y del almirante Bartolomé de Fonte, Madrid: Viuda de Calero, 1849.
- Memoria sobre la Longitud en la Mar: Relacion de la Guerra de Cipre y Suceso de la Batalla Naval de Lepanto, Madrid, 1852.
- Memoria sobre las tentativas hechas y premios ofrecidos en España al que resolviere el problema de la longitud en la mar, Madrid: Viuda de Calero, 1852.
- Relación de las Juntas Generales de la provincia de Álava, Madrid: S. Alonso, 1850.
- Edición de José Raneo, Libro donde se trata de los vireyes lugartenientes del reino de Nápoles y de las cosas tocantes a su grandeza. 1, [Madrid : s.n.], 1853.
- Con Martín Fernández de Navarrete y Francisco Fernández de Navarrete, Coleccion de opúsculos, Madrid, 1848, 2 vols.

- Datos: Q10968852
- Multimedia: Eustaquio Fernández de Navarrete / Q10968852